# Parasisis
Parasisis amurensis es una especie de araña araneomorfa de la familia Linyphiidae. Es el único miembro del género monotípico Parasisis.

## Distribución
Es un endemismo de China y Japón.